# شهرك صنعتي (حومة دامغان)
شهرك صنعتي (بالإنجليزية: Industrial Estate, Damghan)‏ هي مستوطنة تقع في إيران في منطقة مركزية ريفية. يقدر عدد سكانها بـ 41 نسمة .